# Bidaspa formosana
Bidaspa formosana är en fjärilsart som beskrevs av Matsumura 1929. Bidaspa formosana ingår i släktet Bidaspa och familjen juvelvingar. Inga underarter finns listade i Catalogue of Life.